# Shamandalie
Shamandalie – siódmy singel fińskiego zespołu power metalowego Sonata Arctica.

## Spis utworów
1. "Shamandalie" – 4:00
2. "The Rest of the Sun Belongs to Me" – 4:22

## Twórcy
- Tony Kakko – śpiew, instrumenty klawiszowe
- Jani Liimatainen – gitara elektryczna
- Tommy Portimo – instrumenty perkusyjne
- Marko Paasikoski – gitara basowa
- Henrik Klingenberg – instrumenty klawiszowe